# Зарамо
Зарамо (вазарамо, дзаламо, сагара) — народ группы Банту в Танзании. Обитают в низовьях рек Руфиджи, Руву, Вами, в окрестностях города Морогоро и далее почти до океанского побережья. Основное население зарамо — мусульмане-сунниты, часть зарамо сохраняет традиционные верования — анимизм, культы предков и сил природы. Зарамо имеют племенную социальную структуру. Счет родства матрилинейный. К 2000 году общая численность зарамо оценивалась в 656 730 человек.

## Традиционное хозяйство
Основная отрасль традиционного хозяйства — ручное тропическое подсечно-огневое земледелие (просо, сорго, кукуруза, рис, бобовые, маниок, кассава, банан, орех, кэшью, кокосовая пальма). Занимаются также рыболовством и в меньшей мере скотоводством. Развито отходничество. главным образом на плантации сизаля, кофе, хлопчатника и в города (Калиновская 1971: 84).

## Социальная структура
Зарамо имеют племенную социальную структуру. Счет родства матрилинейный. Зарамо характеризует «переходность» в связи с тем, что в обществе зарамо происходят постоянные изменения и оно очень многочисленно, поэтому его невозможно оценивать с предельной точностью (MacGaffey 1971: 515).

## Традиционный тип жилища
Традиционные поселения рассеянной планировки. Традиционный тип жилища — четырёхугольного в плане — почти вытеснен тукулем — круглой в плане хижиной, с каркасными стенами из сплетенных жердей и прутьев, обмазанных глиной, с конусообразной соломенной крышей, нависающей над стенами; иногда крышу покрывают банановыми или пальмовыми листьями. Зажиточные строят четырёхугольные кирпичные дома с двускатной крышей, крытой черепицей или кровельным железом (Калиновская 1971: 85).

## Традиционная одежда
Традиционная одежда зарамо из хлопчато-бумажной ткани.

### Мужская одежда
У мужчин длинная белая рубаха свободного покроя, на голове тюрбан, феска или шапочка, на ногах грубые кожаные сандалии.

### Женская одежда
У женщин — блуза, штаны по щиколотку, передник, на голове свободно наброшенная чёрная накидка.

## Пища
Основная пища — растительная (каши, похлебки из зерна, бобовых, овощей, лепешки из муки маниока, кукурузы, фрукты, овощи).

## Традиционные верования
Анимизм — культы предков и сил природы.

## Фольклор
Исторические, этногенетические мифы; развито музыкально-танцевальное творчество.